# Chinatown (album de Thin Lizzy)
Pour les articles homonymes, voir Chinatown.
Albums de Thin Lizzy
Black Rose: A Rock Legend
(1979) Renegade
(1981)
Singles
1. Chinatown
Sortie : 16 mai 1980
2. Killer on the Loose
Sortie : 9 septembre 1980
3. We Will Be Strong  seulement
Sortie : 1980
4. Hey You  seulement

Chinatown est le 10e album studio du groupe de hard rock irlandais, Thin Lizzy. Il est sorti le 10 octobre 1980 sur le label Vertigo Records.

## Historique
Il est le premier album du groupe avec le nouveau guitariste Snowy White (second guitariste de Pink Floyd en concert).
L'album sera enregistré dans le quartier de Soho, dont une partie est appelé Chinatown, dans les studios Good Earth qui appartenaient à Tony Visconti en ce temps-là. Il sera produit par le groupe et Kit Woolven qui était l'ingenieur du son sur l'album précédent Black Rose: A Rock Legend.
On y remarque les débuts de Darren Wharton aux claviers, il avait seulement 17 ans lors de l'enregistrement de l'album. Il deviendra un membre officiel du groupe un an après lors de l'enregistrement de Renegade.
Chinatown sera classé à la 7e place dans les charts britanniques lors de sa sortie. Les deux singles, Chinatown (21e) et Killer on the Loose (10e) y seront classés aussi.

## Liste des titres

### Album original
Face 1
| No | Titre               | Auteur                                          | Durée |
| -- | ------------------- | ----------------------------------------------- | ----- |
| 1. | We Will Be Strong   | Phil Lynott                                     | 5:07  |
| 2. | Chinatown           | Brian Downey, Scott Gorham, Lynott, Snowy White | 4:40  |
| 3. | Sweetheart          | Lynott                                          | 3:28  |
| 4. | Sugar Blues         | Downey, Gorham, Lynott, White                   | 4:18  |
| 5. | Killer On the Loose | Lynott                                          | 3:53  |

Face 2
| No | Titre              | Auteur         | Durée |
| -- | ------------------ | -------------- | ----- |
| 6. | Having a Good Time | Lynott, White  | 4:35  |
| 7. | Genocide           | Lynott         | 5:05  |
| 8. | Didn't I           | Lynott         | 4:28  |
| 9. | Hey You            | Downey, Lynott | 5:06  |

### Disc bonus de l'édition Deluxe 2011
| No  | Titre                                                                | Auteur                                  | Durée |
| --- | -------------------------------------------------------------------- | --------------------------------------- | ----- |
| 1.  | Don't Play Around (face B du single Killer On the Loose)             | Lynott                                  | 3:09  |
| 2.  | We Will Be Strong (US single version)                                | Lynott                                  | 4:10  |
| 3.  | Sugar Blues (live at City Hall, Cork, 13/04/1980)                    | Downey, Gorham, Lynott, White           | 5:39  |
| 4.  | Whiskey in the Jar (live at City Hall, Cork, 13/04/1980)             | Trad.                                   | 5:47  |
| 5.  | Are You Ready (live at RDS Hall, Dublin, 07/06/1980)                 | Downey, Gorham, Lynott, Brian Robertson | 3:10  |
| 6.  | Chinatown (live at RDS Hall, Dublin, 07/06/1980)                     | Downey, Gorham, Lynott, White           | 5:06  |
| 7.  | Got to Give It Up (live at RDS Hall, Dublin, 07/06/1980)             | Gorham, Lynott                          | 6:07  |
| 8.  | Dear Miss Lonely Hearts (live at RDS Hall, Dublin, 07/06/1980)       | Jimmy Bain, Lynott                      | 5:24  |
| 9.  | Killer On the Loose (Live at Hammersmith Odeon, Londres, 26/11/1981) | Lynott                                  | 5:39  |
| 10. | Chinatown (Single version)                                           | Downey, Gorham, Lynott, White           | 3:40  |
| 11. | Chinatown (soundcheck)                                               | Downey, Gorham, Lynott, White           | 4:50  |
| 12. | Don't Play Around (soundcheck)                                       | Lynott                                  | 3:57  |
| 13. | Sweetheart (soundcheck)                                              | Lynott                                  | 4:22  |
| 14. | Didn't I (soundcheck)                                                | Lynott                                  | 5:56  |
| 15. | Hey You (soundcheck)                                                 | Downey, Lynott                          | 6:46  |

## Musiciens du groupe
- Phil Lynott : chant, basse, claviers
- Brian Downey : batterie, percussions
- Scott Gorham : guitare solo & rythmique, chœurs
- Snowy White : guitare solo & rythmique

## Musiciens additionnels
- Darren Wharton : claviers, chœurs
- Midge Ure : chœurs sur Chinatown
- Tim Hinckey : piano sur Didn't I

## Charts & certification

### Album
Charts album
| Pays                                 | Durée du classement | Meilleur classement | Date             |
| ------------------------------------ | ------------------- | ------------------- | ---------------- |
| États-Unis (Billboard 200)           | 10 semaines         | 120e                | 20 décembre 1980 |
| Norvège (VG-lista)                   | 5 semaines          | 20e                 | 20 octobre 1980  |
| Nouvelle-Zélande (RMNZ Albums Top40) | 2 semaines          | 31e                 | 30 novembre 1980 |
| Royaume-Uni (UK Albums Chart)        | 7 semaines          | 7e                  | 12 octobre 1980  |
| Suède (Sverigetopplistan)            | 4 semaines          | 13e                 | 31 octobre 1980  |

Certifications
| Pays        | Ventes | Certification | Date            |
| ----------- | ------ | ------------- | --------------- |
| Royaume-Uni | Argent | 60 000 +      | 14 octobre 1980 |

### Singles
| Single              | Chart            | Durée du classement | Position | Date           |
| ------------------- | ---------------- | ------------------- | -------- | -------------- |
| Chinatown           | UK Singles Chart | 9 semaines          | 21e      | 6 juillet 1980 |
| Chinatown           | IRMA             | 6 semaines          | 12e      | 22 juin 1980   |
| Killer On the Loose | UK Singles Chart | 7 semaines          | 10e      | 5 octobre 1980 |
| Killer On the Loose | IRMA             | 5 semaines          | 5e       | 5 octobre 1980 |